# Illerrieden
Illerrieden je obec v německé spolkové zemi Bádensko-Württembersko, v zemském okrese Alba-Dunaj ve vládním obvodu Tübingen. Žije zde přibližně 3 400 obyvatel.

## Poloha obce
Obec leží na východě Bádenska-Württemberska u jeho hranic s Bavorskem.

### Sousední obce
| Růžice kompasu | Staig          | Illerkirchberg |                      | Růžice kompasu |
| Růžice kompasu | Schnürpflingen | Sever          | Vöhringen (Bavorsko) | Růžice kompasu |
| Růžice kompasu | Schnürpflingen | Illerrieden    | Vöhringen (Bavorsko) | Růžice kompasu |
| Růžice kompasu | Schnürpflingen | Jih            | Vöhringen (Bavorsko) | Růžice kompasu |
| Růžice kompasu | Dietenheim     |                |                      | Růžice kompasu |